# レッツゴー ダンシング
「レッツゴー ダンシング」は、1979年7月21日にCBS・ソニーレコード（現：ソニー・ミュージックレーベルズ）から発売された川﨑麻世の8枚目のシングルである。

## 概要
1978年11月発売のレイフ・ギャレットの楽曲「I Was Made for Dancin’」（邦題：「ダンスに夢中」）のカバー。
「ボーイ・スカウト」は、1979年6月発売のヴィレッジ・ピープルの楽曲「Go West」（邦題：「ゴー・ウェスト」）のカバー。

## 収録曲
全曲　作詞：Johnny.K 編曲：田辺信一
1. レッツゴー ダンシング 作曲：M.Lloyd
2. ボーイ・スカウト 作曲：J.Morali